# Адуна
Адуна (баск. Aduna, ісп. Aduna) — муніципалітет в Іспанії, у складі автономної спільноти Країна Басків, у провінції Гіпускоа. Населення — 401 особа (2009).
Муніципалітет розташований на відстані близько 340 км на північний схід від Мадрида, 14 км на південь від Сан-Себастьяна.

## Демографія
Динаміка населення (INE ):

## Галерея зображень

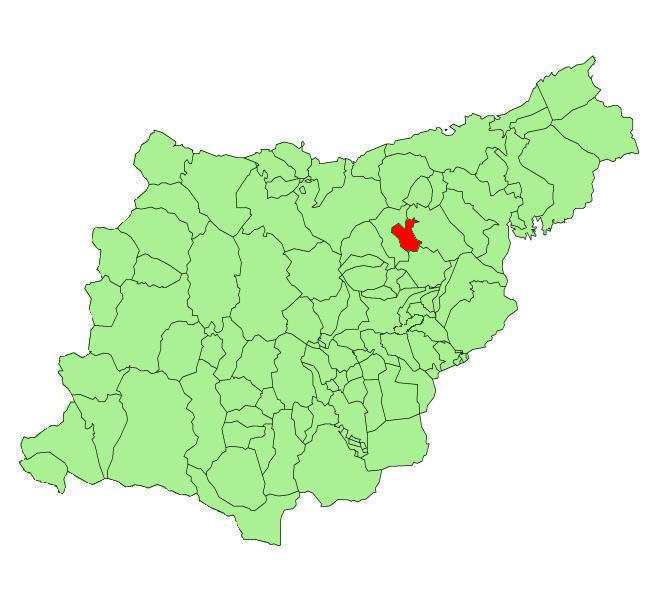
Розташування муніципалітету